# Little Miss Sunshine
Little Miss Sunshine is een Amerikaanse dramafilm uit 2006 onder regie van Jonathan Dayton en Valerie Faris. De makers ontvingen hiervoor meer dan zestig filmprijzen, waaronder twee Academy Awards (Alan Arkin voor beste mannelijke bijrol en Michael Arndt voor beste originele scenario) en twee BAFTA's (idem).

## Verhaal
De film neemt een kijkje in een belangrijke dag van de disfunctionele familie Hoover. Sheryl (Toni Collette) is een moderne moeder die op een dag haar homoseksuele broer Frank (Steve Carell) ophaalt uit het ziekenhuis. Frank heeft geprobeerd zelfmoord te plegen en mag nu niet meer alleen zijn. Hij moet slapen op de kamer van Sheryls zoon Dwayne (Paul Dano). Dwayne heeft al negen maanden niet gesproken en communiceert via gezichtsuitdrukkingen of via een notitieblok. Hij wil pas weer praten als hij wordt aangenomen als straaljagerpiloot bij de luchtmacht.
Sheryl is getrouwd met Richard (Greg Kinnear), een strenge vader die veel druk op de kinderen zet. Hij wil dat zijn kinderen voldoen aan verwachtingen van de buitenwereld en vertelt ze dat mislukkingen een kwestie zijn van iets niet genoeg willen. Richard is een motivatiecoach en de bedenker van een systeem om in negen stappen een succesvol leven te leiden, wat hij probeert in de handel te krijgen. Tot dat lukt, is Sheryl de enige in huis die brood op de plank brengt. 
Edwin (Alan Arkin) is Richards inwonende vader, die tegen zijn zin uit het bejaardentehuis geschopt is vanwege zijn heroïnegebruik. Hij heeft het beste voor met iedereen en laat zich geen duimbreed in de weg leggen om exact te verwoorden hoe zijn familieleden kunnen voorkomen dat ze niet alles uit het leven halen wat hij in zijn ogen zelf is misgelopen. 
De optimistische noot van de familie is het kleine meisje Olive (Abigail Breslin), de mollige, dikbebrilde dochter die dolgraag mee wil doen aan de missverkiezing voor kinderen 'Little Miss Sunshine'. Ze werd eigenlijk tweede in de voorverkiezing hiervoor, maar krijgt alsnog de kans als ze gebeld wordt met de mededeling dat het winnaresje gediskwalificeerd is. Samen met haar opa heeft ze een speciaal nummer geoefend om voor te dragen.
De film volgt de dag dat de familie met een oud Volkswagenbusje het halve land afreist om op tijd op de onverwachte missverkiezing te verschijnen. Onderweg werpt de ene na de andere hindernis zich op. Frank is verplicht mee met de familie omdat hij niet alleen gelaten mag worden. Hij kijkt onderweg zijn ogen uit bij de interacties van zijn familie.

## Citaten
- Edwin: Are you gettin any? You can tell me. Are you gettin' any?

Dwayne: [schudt nee]
Grandpa: Christ! What are you? 15? My God man! You gotta be gettin' that young stuff! The young stuff is the best stuff in the world. You seem you're jail bait, they're jail bait. It's perfect. You turn eighteen and you're looking at three to five.
- Richard: Oh my God, I'm getting pulled over. Everyone, just... pretend to be normal.
- Frank: I take it you didn't like it at Sunset Manor?

Sheryl: Frank...
Grandpa: Are you kidding me? It was a fucking paradise. They got pool... They got golf... Now I'm stuck with Mr. Happy here, sleeping on a fucking sofa. Look, I know you are a homo and all, but maybe you can appreciate this. You go to one of those places, there's four women for every guy. Can you imagine what that's like?
Frank: You must have been very busy.
Grandpa: Ho oh. I had second degree burns on my Johnson, I kid you not.
- Olive: Why were you unhappy?

Frank: I fell in love with someone...
Frank: ...who didn't love me back.
Olive: Who?
Frank: One of my grad students. I was very much in love with him.
Olive: *Him*? You fell in love with a boy?
Frank: Very much so.
Olive: That's silly.
Frank: You're right it was silly. It was very silly
Grandpa: That's another word for it.

## Rolverdeling
| Acteur            | Personage      |
| ----------------- | -------------- |
| Abigail Breslin   | Olive Hoover   |
| Toni Collette     | Sheryl Hoover  |
| Steve Carell      | Frank          |
| Greg Kinnear      | Richard Hoover |
| Paul Dano         | Dwayne Hoover  |
| Alan Arkin        | Edwin Hoover   |
| Rufus Sewell      | Jasper         |
| Bryan Cranston    | Stan Grossman  |
| Beth Grant        | Jenkins        |
| Mary Lynn Rajskub | Grace          |

## Trivia
- Oorspronkelijk zou de reis van Maryland naar Florida zijn. Door problemen werd dit uiteindelijk van New Mexico naar Californië.
- De rol van Frank werd geschreven voor Bill Murray. De studio wilde Robin Williams voor de rol, maar uiteindelijk ging de rol naar Steve Carell.
- Breslin is in realiteit niet zo dik als het personage dat ze speelt. Ze droeg voor Little Miss Sunshine een zogenoemd fatsuit ('dik pak').
- Op de aftiteling wordt de film opgedragen aan Rebecca Annitto. Zij was het veertienjarige nichtje van producent Peter Saraf. Ze overleed in 2005 bij een verkeersongeluk.